# Rožmitál pod Třemšínem (železniční zastávka)
Rožmitál pod Třemšínem je železniční zastávka a nákladiště ve východní části města Rožmitál pod Třemšínem v okrese Příbram ve Středočeském kraji. Leží na neelektrizované trati Březnice – Rožmitál pod Třemšínem, ve vzdálenosti asi jednoho kilometru od městského autobusového nádraží. Provoz pravidelné osobní dopravy na této trati byl ukončen k 12. prosinci 2021.
Vlaky se na trať vrací o víkendech v letní sezóně nebo při zvláštních příležitostech.

## Historie

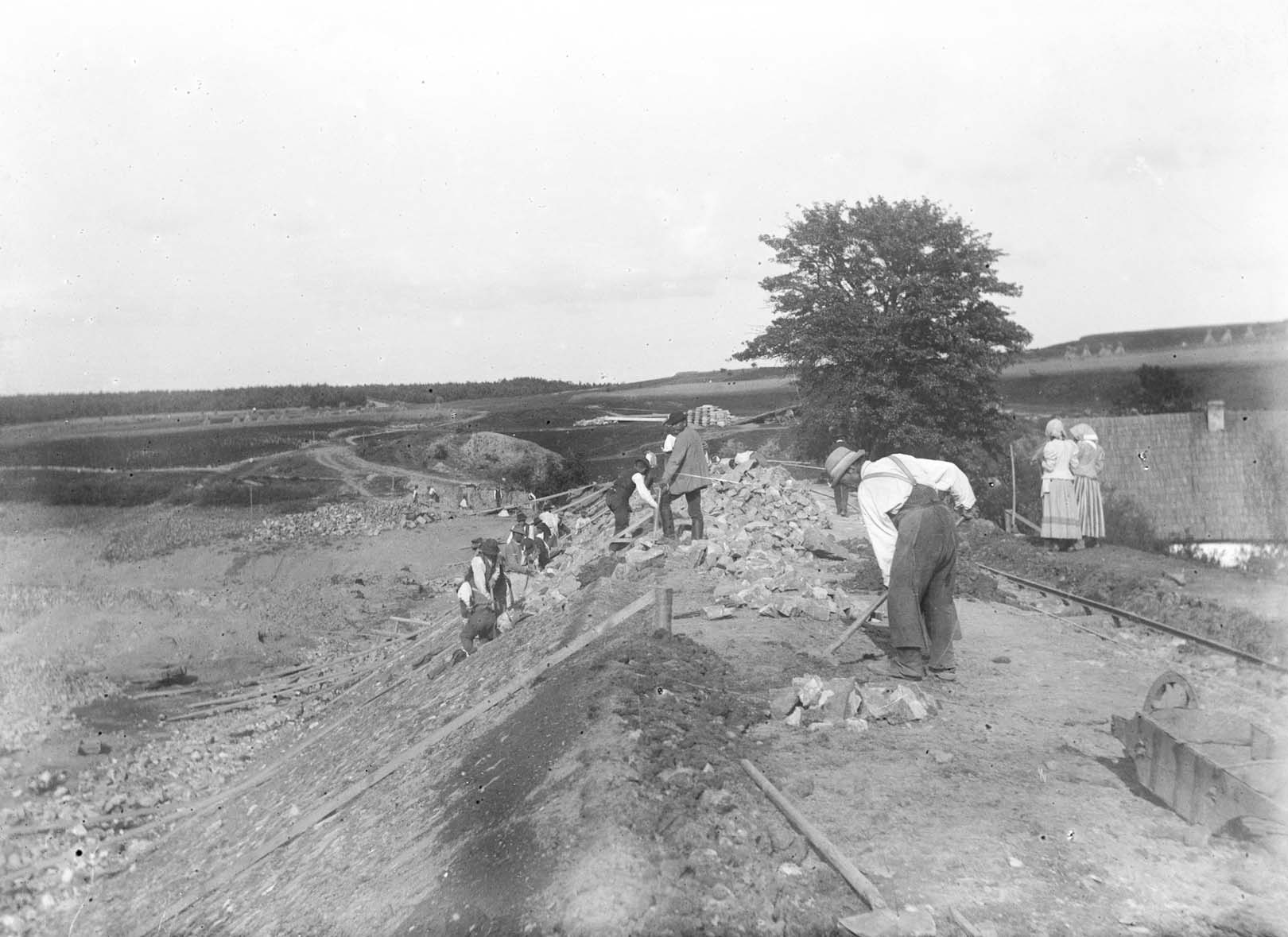
Budování trati, Adolf Růžička (1897)

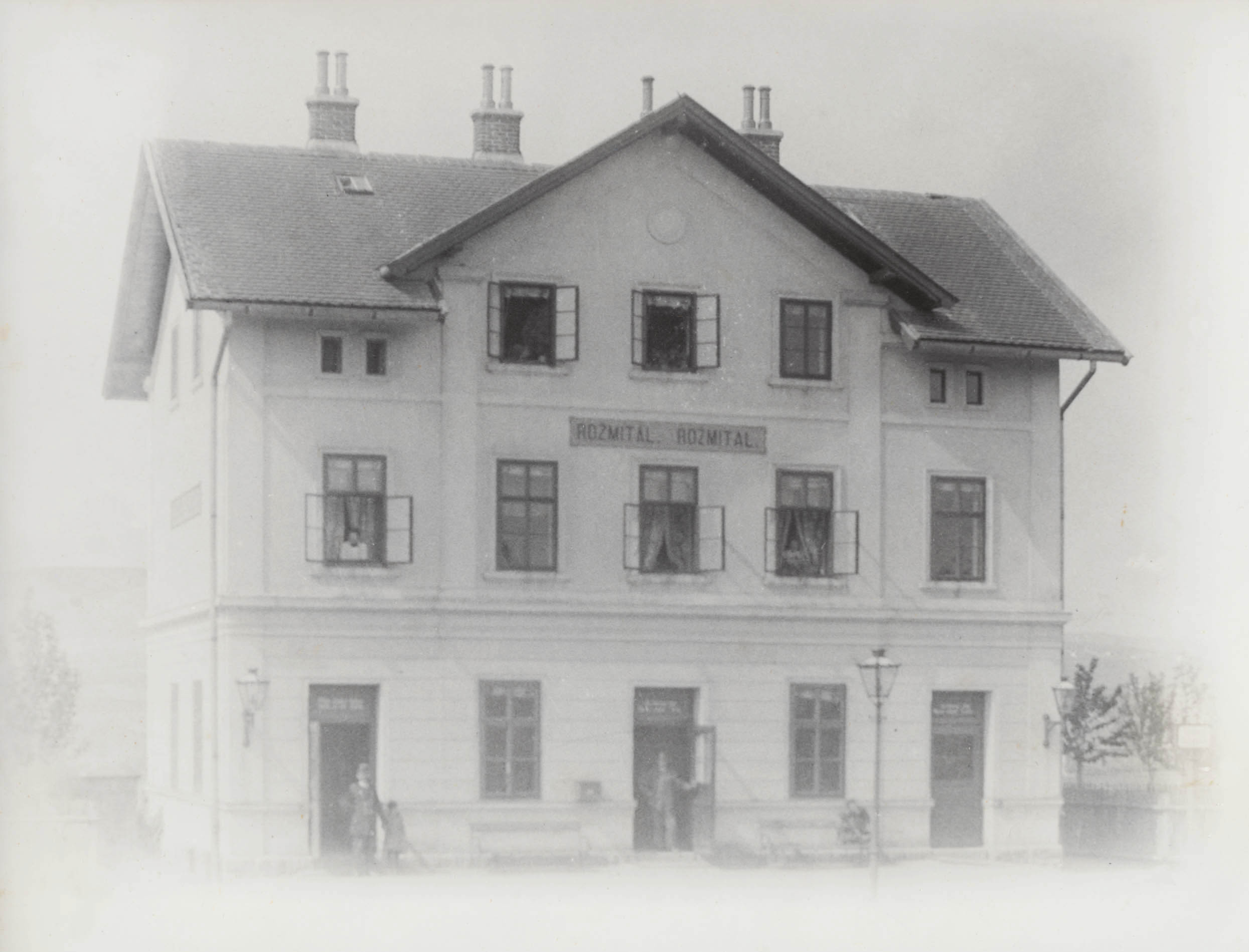
Budova nádraží v Rožmitále (kolem roku 1900)

Ve druhé polovině 19. století měl Rožmitál stejně jako další města zájem, aby do města vedla železniční trať. Při plánování trati Rakovník-Protivín, se zástupci z Rožmitálu a dalších obcí, kterých se trať týkala, dostavili na jednání, kde žádali, aby trať vedla z Příbrami do Rožmitálu a odtud do Březnice. Odborná studie, kterou vypracovali F. Muller a Ing. Jan Muzika tuto stavbu z technických důvodů nedoporučili. S výstavu místní dráhy se proto muselo počkat. Do roku 1899 jezdívali lidé do Rožmitálu denně dostavníkem na vlak do 2 hodiny vzdálené Březnice.
S výstavbou železnice do Rožmitálu se započalo v listopadu 1897 a díky mírné zimě, práce pokračovaly bez zastavení i v následujícím roce. Projekty vypracovala firma Ing. Jan KOdl a Ludvík Hamer z Prahy. Stavba byla zadána stavebnímu podnikateli Ing. Osvaldu Žiwotskému a J. Hraběti v Praze-Zbraslavi. Práce vzhledem k mírné zimě probíhaly nepřetržitě. Na stavbě trati pracovali jak místní, tak i dělníci z Chorvatska, Tyrolska a Dalmácie. Výstavba byla prováděna běžným nářadím a na převoz materiálu byly používány vozíky a provizorní úzkokolejka. Pracovní doba byla od 6 do 18 hodin, v létě do 19 hodin. Výdělky dělníků byly skromné, což vedlo k projevům nespokojenosti s odměnami i s délkou pracovní doby. Stavba trvala necelé dva roky.
Dne 11. června 1899 byla trať slavnostně otevřena za účasti lidí a dechové hudby. Nově postavené nádraží zde vzniklo jako koncová stanice, dle typizovaného stavebního vzoru. Důvodem, proč je stanice tak daleko od centra města a kvůli čemu je málo využívaná, byl odpor formanů, kteří se při výstavbě trati báli, aby tím neutrpěla jejích živnost. Trať od svého zprovoznění přinesla především velkou úlevu při dopravě dřeva z brdských lesů.
Provoz vlaků byl zajišťován společností Císařsko-královské státní dráhy (kkStB), po roce 1918 ČSD. Roku 1926 byla společnost zestátněna. V roce 1929 byly na trati zavedeny kromě parních lokomotiv i osobní motorové vozy, ale jen pro letní období. Bylo očekáváno, že bude dostavěna ještě trať českomoravská, vedoucí z Plzně přes Rožmitál p. Tř. do Brna, ale k její stavbě nikdy nedošlo.
Kvůli nedostavění trati a nárůstu osobní automobilové a nákladní dopravy, přestával být její provoz rentabilní již v 90. letech 20. století.
V roce 2018 se redaktor Českého rozhlasu rozhodl zjistit, do jaké vlakové stanice Středočeského kraje se z Prahy jede nejdéle. Zjistil, že do Rožmitálu pod Třemšínem a to necelé tři hodiny. Rožmitál si tak vysloužil označení nejzapadlejšího nádraží v tomto kraji.
Dne 24. srpna 2019 proběhly v Rožmitále oslavy výročí 120. let dráhy. K této příležitosti vznikla výstava a do Rožmitálu byl vypraven zvláštní historický vlak.

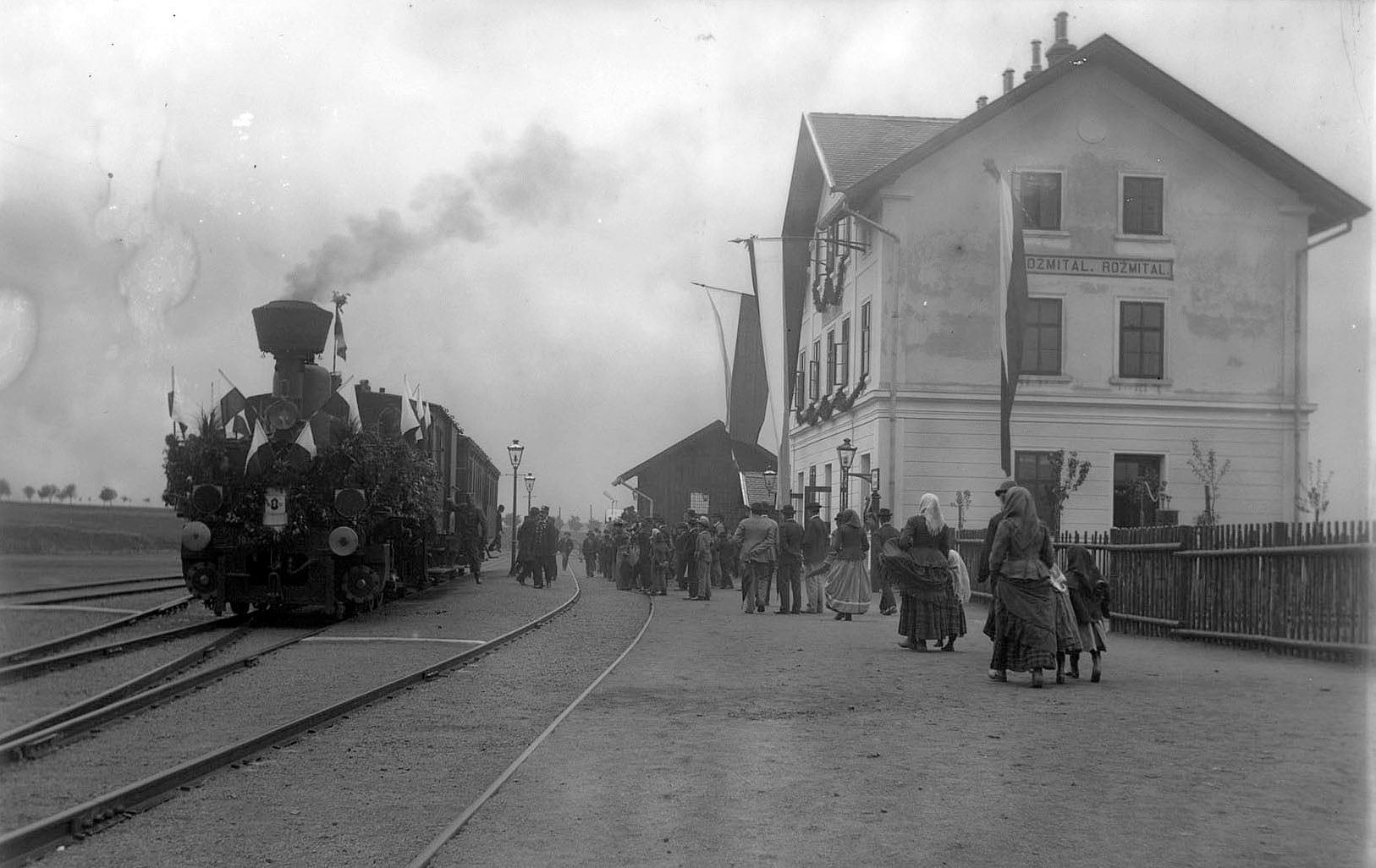
První vlak v Rožmitále, 1899

V květnu 2021 přišla zpráva, že Středočeský kraj plánuje úplné zastavení provozu na málo vytížených tratích, kde za týden projede méně než 2500 cestujících. Mezi dvanácti dotčenými úseky byla i trať Březnice – Rožmitál pod Třemšínem. Argumentem byly vysoké náklady, které se projevily zvláště po výrazných finančních ztrátách z období pandemie covidu-19. Proti návrhu se ohradil starosta Rožmitálu, Pavel Bártl (ČSSD), který zaslal hejtmance Petře Peckové (STAN) otevřený dopis s tvrzením, že zrušení železniční osobní dopravy by znamenalo odříznutí několika přidružených obcí od veřejné dopravy. Proti zrušení lokálních tratí ve Středočeském kraji vznikla i petice. Dne 21. srpna 2021 proběhla oslava 122. výročí zprovoznění trati, které se zúčastnil i ministr Karel Havlíček (ANO), který přijel na podporu zachování provozu. Havlíček tuto problematiku využíval své ve předvolební kampani, kdy tvrdil, že zrušení osobní vlakové dopravy přinese horší a především dražší dopravní obslužnost. Toto tvrzení se však nezakládalo na pravdě. Ačkoli ministr přislíbil další jednání se Středočeským krajem, i tak bylo o ukončení provozu trati rozhodnuto již na konci srpna.
Dne 11. prosince 2021 proběhla rozlučková akce k ukončení pravidelného provozu osobních vlaků, kterou uspořádal spolek železničních nadšenců Rakovnicko-protivínská dráha. Provoz pravidelné osobní dopravy na trati Březnice–Rožmitál pod Třemšínem byl oficiálně ukončen k 12. prosinci 2021.

## Popis
V dopravně končí neelektrizovaná jednokolejná trať. Nachází se zde jedno nekryté nástupiště, k příchodu na nástupiště slouží přechody přes kolej.